# Marco Bürki
Marco Bürki (* 10. července 1993, Bern) je švýcarský fotbalový obránce, který hostuje v klubu FC Thun z BSC Young Boys. Hraje na pozici stopera (středního obránce).
Jeho starším bratrem je fotbalista Roman Bürki.

## Klubová kariéra
Bürki začal ve Švýcarsku s profesionálním fotbalem v klubu BSC Young Boys, kde se představil v A-týmu v roce 2012.

## Reprezentační kariéra
Marco Bürki reprezentoval Švýcarsko v mládežnické kategorii U21.